# Reinhartsmais
Reinhartsmais ist ein Ortsteil der Stadt Regen im niederbayerischen Landkreis Regen. Bis 1854 bildete es eine selbstständige Gemeinde.

## Lage
Reinhartsmais liegt in der Regensenke etwa drei Kilometer südwestlich von Regen an der Staatsstraße 2135 (ehemals Bundesstraße 11).

## Geschichte
Reinhartsmais war ein Ministerialensitz inmitten des klösterlichen Grundherrschaftsbesitzes von Kloster Niederaltaich. Rugerus de Reinhartsmaizz veröffentlichte um 1262 nach Aufforderung von Abt Hermann seine Lehenstücke. 1418 überließ Agnes, Witwe des Johann von Reinhartsmais, zur Sicherung ihres Lebensabends mehrere Güter vertraglich an Hans II. von Degenberg.
Reinhartsmais war ab Mitte des 16. Jahrhunderts mit den anderen Hofmarken Au (Schlossau), Zell, Höllmannsried und March als Besitzkomplex jeweils in einer Hand  vereinigt. Der Besitz gehörte ab 1651 den Freiherrn von Donnersberg. Nach dem Tod des letzten Donnersbergers wurde er 1737 unter die Aufsicht der Landesbehörden gestellt und schließlich durch Friedrich Dominik Freiherrn von Widmann erworben. 1752 bestand Reinhartsmais aus acht Anwesen. Mit dem gesamten Besitzkomplex wurde Reinhartsmais 1785 von den Widmanns an Johann Georg von Hafenbrädl verkauft. Die mit Au vereinigte Hofmark Reinhartsmais blieb auch als Patrimonialgericht Au weiterhin in der Hand der Hafenbrädls, bis am 6. Juni 1840 die ruhende Gerichtsbarkeit endgültig vom Landgericht Regen eingezogen wurde.
Die gutsherrliche Ruralgemeinde Reinhartsmais wurde 1821 aus der geschlossenen Hofmark Reinhartsmais, dem gutsherrlichen Schlossau und dem Pertinenzhof Kagerhof gebildet. Als das Patrimonialgericht in Au 1840 aufgelöst wurde und die Untertanen dem Landgericht Regen unterstellt wurden, konnte die gutsherrliche Gemeinde Reinhartsmais unter Aufgabe ihres Namens mit der landgerichtischen Gemeinde Oberneumais vereinigt werden. Es dauerte aber noch einige Zeit, bis die kleine Gemeinde dazu bereit war. Erst am 9. Mai 1854 leitete die kgl. Regierung in Landshut ein Gesuch an das Staatsministerium des Innern weiter, in der die 15 Gemeindemitglieder von Reinhartsmais um Vereinigung mit der Gemeinde Oberneumais baten.
Am 30. Mai 1854 verfügte das Staatsministerium des Innern die Vereinigung der Gemeinden Reinhartsmais und Oberneumais zur politischen Gemeinde Oberneumais. Mit der Gemeinde Oberneumais wurde Reinhartsmais im Zuge der Gebietsreform in Bayern am 1. Januar 1972 in die Kreisstadt Regen eingegliedert.

## Sehenswürdigkeiten
- Dorfkapelle. Sie ist der Muttergottes geweiht und wurde von 1963 bis 1964 erbaut.

## Vereine
- EC Reinhartsmais
- Kapellenverein. Er wurde 2013 gegründet.
- Schnupferclub Reinhartsmais